# Fraispertuis City
Fraispertuis City is een attractiepark in Jeanménil in Lotharingen, Frankrijk. Centraal thema in het park is het Wilde Westen.

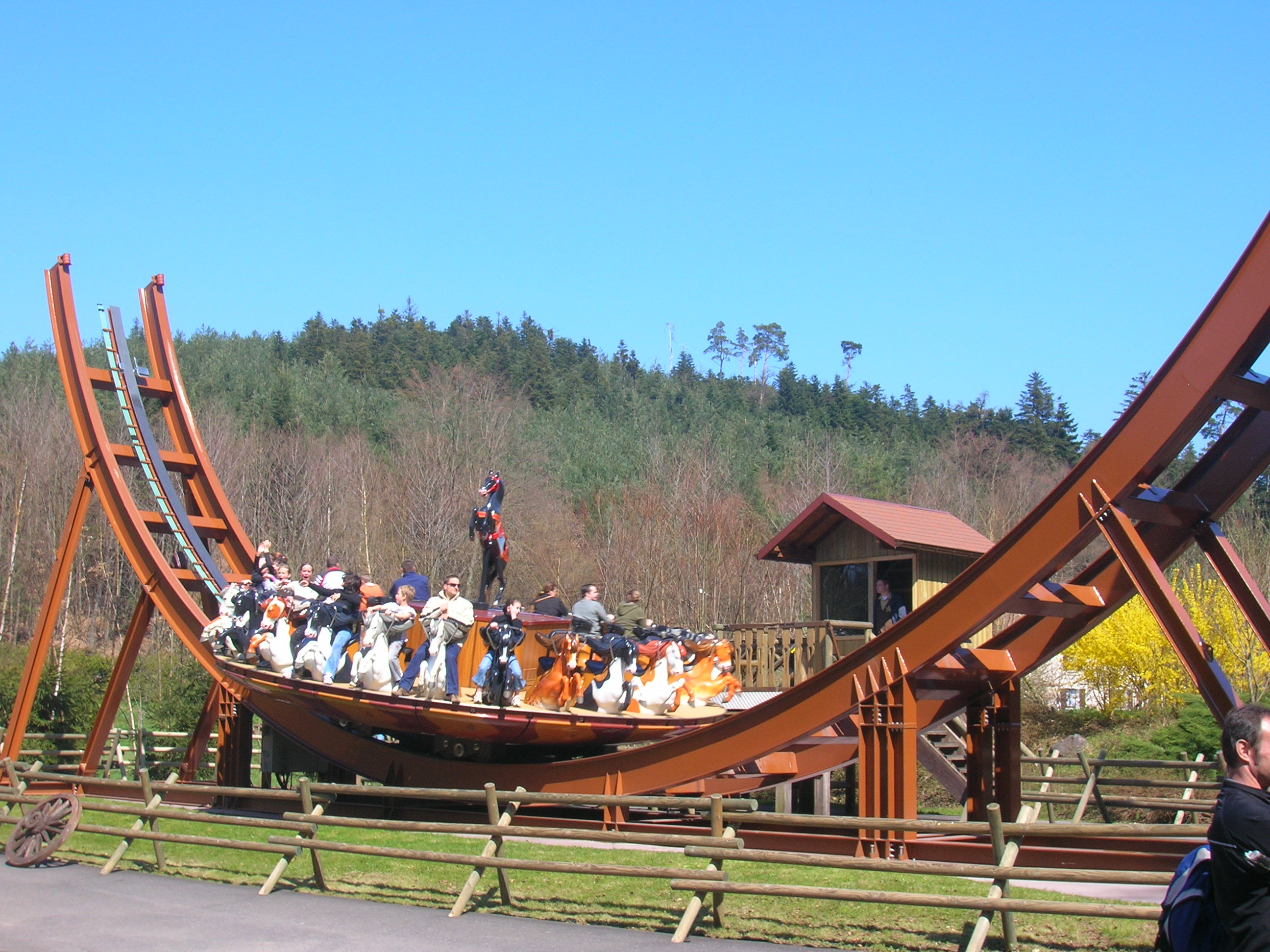
La Cavalerie, een Disk'O in Fraispertuis City.

## Park
Fraispertuis City werd in 1966 opgericht door Michel en Simone Fleurent. In de loop van de jaren breidde het park steeds meer uit, met een fikse uitbreiding in 2008 als laatste uitbreiding.
In het park staan verschillende achtbanen, waterbanen en kinderattracties die allemaal zijn gethematiseerd met de Verenigde Staten in de tijd van de goudkoorts. Ook is er een Wild-West dorp centraal in het park, Las Vegas City geheten.
Fraispertuis City heeft ook een themagebied dat Mexicaans aangekleed is.

### Attracties
Een paar attracties uit het park zijn onder meer:
- Le Flum, een boomstamattractie.
- La Cavalerie, een Disk'O.
- Golden Driller, een vrijevaltoren van 66 meter waarbij men op vier manier plaats kan nemen: zittend, zittend met kantelende stoeltjes, staand met kantelende stoeltjes of hangend met kantelende stoeltjes.[2]
- Chercheurs d'or, een attractie waar men met zeven en andere werktuigen in een zandbak kan gaan zoeken naar goud. Het gevonden goud mag men houden.
- Timber Drop, een van de steilste achtbanen ter wereld.
- Le Grand Canyon, een achtbaan door een grottenstelsel.
- La Ronde des Rondins, een familieachtbaan.